# Wiesław Maślanka
Wiesław Maślanka (ur. 10 czerwca 1964 w Tarnowie) – instruktor ZHP, harcmistrz, naczelnik ZHP (2000–2005).

## Życiorys
W 1988 został komendantem Szkoły Harcerstwa Starszego „Perkoz”, odpowiadając za szkolenie instruktorów starszoharcerskich. Od stycznia 1991 do listopada 2000 pełnił funkcję zastępcy naczelnika ZHP – był odpowiedzialny za majątek i finanse, relacje zewnętrzne oraz nadzorowanie działalności struktur statutowych. 18 listopada 2000 został wybrany przez Radę Naczelną ZHP na funkcję Naczelnika ZHP, ponownie w grudniu 2001 – przez XXXII Zjazd ZHP. Funkcję pełnił do 2 grudnia 2005. 
W 2005 otrzymał Medal „Pro Memoria” oraz złoty Medal „Za zasługi dla obronności kraju”.
Inne pełnione funkcje:
- dyrektor stacji radiowej „Rozgłośnia Harcerska”,
- członek zarządu firm radiowych, producenckich RH Contact Polski sp. z o.o. i Radiostacja sp. z o.o.,
- członek Rady Nadzorczej Best-Harctur sp. z o.o. (1991–2001),
- członek Rady ds. Młodzieży przy Prezydencie RP (1992–1995).